# Pietro La Fontaine

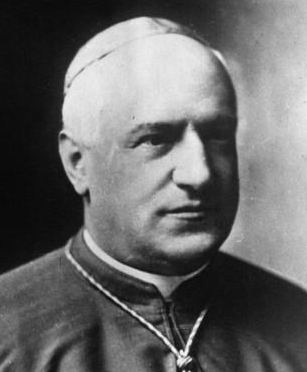
Pietro Kardinal La Fontaine (1922)

Kardinalswappen

Pietro Kardinal La Fontaine (* 29. November 1860 in Viterbo, Kirchenstaat; † 9. Juli 1935 in Villa Fietta) war Erzbischof und Patriarch von Venedig.

## Leben
Pietro La Fontaine empfing nach Studienjahren im Seminar von Viterbo am 22. Dezember 1883 das Sakrament der Priesterweihe. In den Jahren 1883 bis 1905 arbeitete er als Gemeindepriester, Professor für Literaturwissenschaft, Biblische Theologie, Rechtswissenschaft und Kirchengeschichte am diözesanen Priesterseminar. 1905 wurde er Domkapitular in Viterbo.
Am 6. Dezember 1906 ernannte ihn Papst Pius X. zum Bischof von Cassano all’Jonio. Die Bischofsweihe spendete ihm am 23. Dezember desselben Jahres der Generalvikar von Rom, Kardinal Pietro Respighi; Mitkonsekratoren waren Antonio Maria Grasselli, Erzbischof ad personam und Bischof von Viterbo e Tuscania, sowie Raffaele Virili, Titularbischof von Troas. 1907 ernannte ihn der Papst zum Apostolischen Visitator der Priesterseminare Kalabriens, 1908 zum Vikar der Lateranbasilika. 1909 wurde er Berater der Kommission für die Kodifizierung des Codex Iuris Canonici. Ab 1910 arbeitete Pietro La Fontaine als Sekretär der Ritenkongregation und wurde zum Titularbischof von Carystus ernannt. Am 5. März 1915 berief ihn Papst Benedikt XV. zum Patriarchen von Venedig. Ein Jahr, am 4. Dezember 1916, darauf nahm er ihn als Kardinalpriester mit der Titelkirche Santi Nereo e Achilleo in das Kardinalskollegium auf, er wechselte 1921 zur Titelkirche Santi XII Apostoli. Pietro La Fontaine vertrat den Papst als päpstlicher Legat bei mehreren Feierlichkeiten in Italien und im Ausland, darunter bei vier Eucharistischen Kongressen zwischen 1923 und 1933. Zudem nahm er am Konklave 1922 teil, in dem Pius XI. zum Papst gewählt wurde.
Pietro La Fontaine starb am 9. Juli 1935 in Villa Fietta und wurde in der Votivkirche der Unbefleckten Empfängnis der heiligen Jungfrau Maria in Venedig bestattet, die er selbst erbauen ließ. 1959 wurden seine Gebeine in die Kathedrale von Venedig überführt.
Der Seligsprechungsprozess für Pietro La Fontaine wurde 1973 eröffnet.